# Simon Barker
Simon Barker était un footballeur anglais né le 4 novembre 1964 à Farnworth.

## Carrière
- 1983-1988 : Blackburn Rovers  Angleterre
- 1988-1998 : Queens Park Rangers  Angleterre
- 1998-2000 : Port Vale  Angleterre

## Sélections
- 4 sélections avec l'équipe d'Angleterre espoirs de 1985 à 1986.